# 스카이 더 플레이어
팬택 스카이 더 플레이어 SMP301(Pantech SKY The Player SMP-301)는 팬택이 2010년 7월 26일에 출시한 포터블 멀티미디어 플레이어이다. 안드로이드 OS 2.1(이클레어)가 적용되었고 AMOLED 3.7인치 액정, 텔레칩스 TCC8900 칩셋, 256MB DDR2 RAM을 사용하였다. 1080P 동영상 재생 지원, DTS포맷 지원, HDMI기능, 와이파이(802.11b/g), DMB 등의 기능이 있다. 플레이 타임은 음악 14시간/동영상 6시간 정도이다.
16GB/32GB에 따라 각각 SMP-301S/SMP-301M으로 구분되며 색상은 화이트/티탄의 두 종류이다.
공식 펌웨어는 2011년 6월에 나온 1.64v이 현재 최신이다. 최근 커스텀 펌웨어가 유저들에 의해 개발되면서 앵그리버드 등의 게임에서 나타나는 백화현상 이 해결되고 720 MHz 오버클럭과 기타 안정화를 통해 체감성능이 향상되었다. 또한 커스텀 펌웨어를 통해 구글의 구글 플레이가 비공식적으로 지원된다. 그러나, 1년 넘게 최신 펌웨어가 나오지 않고, 사후지원도 어렵게 되고, 커널 소스도 공개해 주지 않으면서 유저들의 사정이 힘들어지는 상황이다.